# Sultanat Ajuran
 (juin 2017).
Si vous disposez d'ouvrages ou d'articles de référence ou si vous connaissez des sites web de qualité traitant du thème abordé ici, merci de compléter l'article en donnant les références utiles à sa vérifiabilité et en les liant à la section « Notes et références ».
XIIIe siècle – XVIIe siècle
Entités précédentes :
- Sultanat de Mogadiscio
- Sultanat Tunni (en)

Entités suivantes :
- Sultanat Geledi
- Imamat Hiraab (en)

Le sultanat Ajuran (somali : Saldanadii Ajuuraan ; arabe : سلطنة الأجورانية) ou tout simplement Ajuran, est un État islamique somali ayant dirigé et développé, du XIIIe au XVIIe siècle, une importante partie de la Corne de l'Afrique ainsi qu'une partie du commerce maritime dans l'océan Indien. Il fait partie de la série de sultanats musulmans somalis qui régnèrent sur la Corne de l'Afrique au Moyen Âge. Sa solide administration centralisée et sa fermeté militaire face aux envahisseurs étrangers lui permirent de résister avec succès aux invasions oromos venues de l'ouest ainsi qu'aux incursions portugaises venues de l'est. Le sultanat restaura et renforça des routes commerciales datant de l'Antiquité ou du haut Moyen Âge, développant ainsi les importations et les exportations avec de nombreux royaumes et empires d'Asie de l'Est, d'Asie du Sud, d'Europe, du Proche-Orient, d'Afrique du Nord et d'Afrique de l'Est.
Du fait de son engagement dans la construction de châteaux et de forteresses, le sultanat laissa derrière lui un héritage architectural considérable (en). En fait, beaucoup de ruines (de tombes à pilier (en), de nécropoles, de fortifications voire de villes entières) ornant le littoral somalien sont aujourd'hui attribuées à ses ingénieurs. Sur le plan religieux, le sultanat Ajuran eut un rôle important dans la propagation de l'islam en Afrique de l'Est, de nombreuses tribus de la région s'étant converties sous son influence. Sur le plan politique, la famille royale du sultanat, la maison de Garden, étendit son territoire et maintint son hégémonie au travers d'une combinaison astucieuse de guerres, de liens commerciaux et d'alliances.
Le sultanat connut son apogée au XVe siècle, période où il était le seul empire hydraulique (en) du continent africain de par son monopole sur les ressources en eau des fleuves Chébéli et Jubba. Au moyen de l'ingénierie hydraulique (en), il creusa des puits calcaires et installa des citernes publiques encore utilisés de nos jours. Les systèmes d'agriculture et de fiscalité mis au point sous le sultanat perdurèrent quant à eux jusqu'au XIXe siècle, soit près de deux siècles après sa disparation. Cette dernière fut le résultat de la politique despotique des derniers sultans qui engendra des révoltes divisant le sultanat en plusieurs entités dont celle de Geledi, la plus importante d'entre elles.

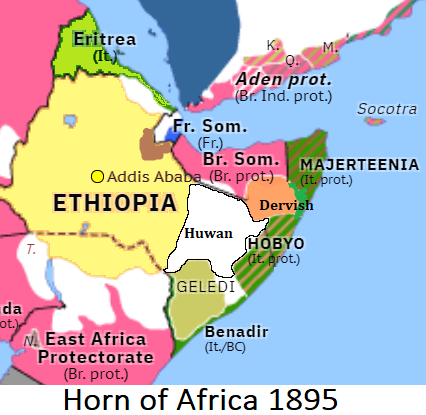
Corne de l'Afrique, vers 1895

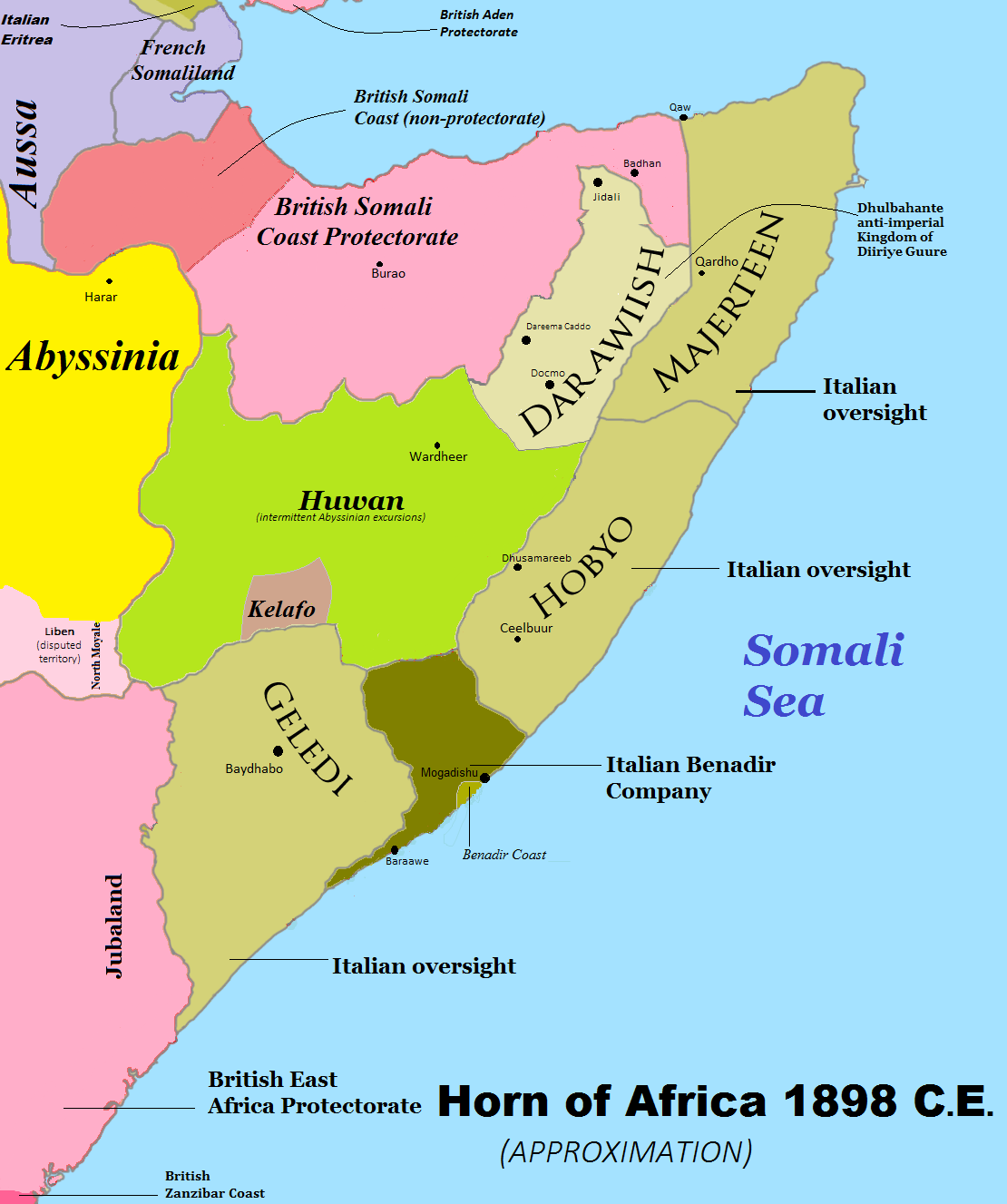
Corne de l'Afrique en 1898

## Localisation

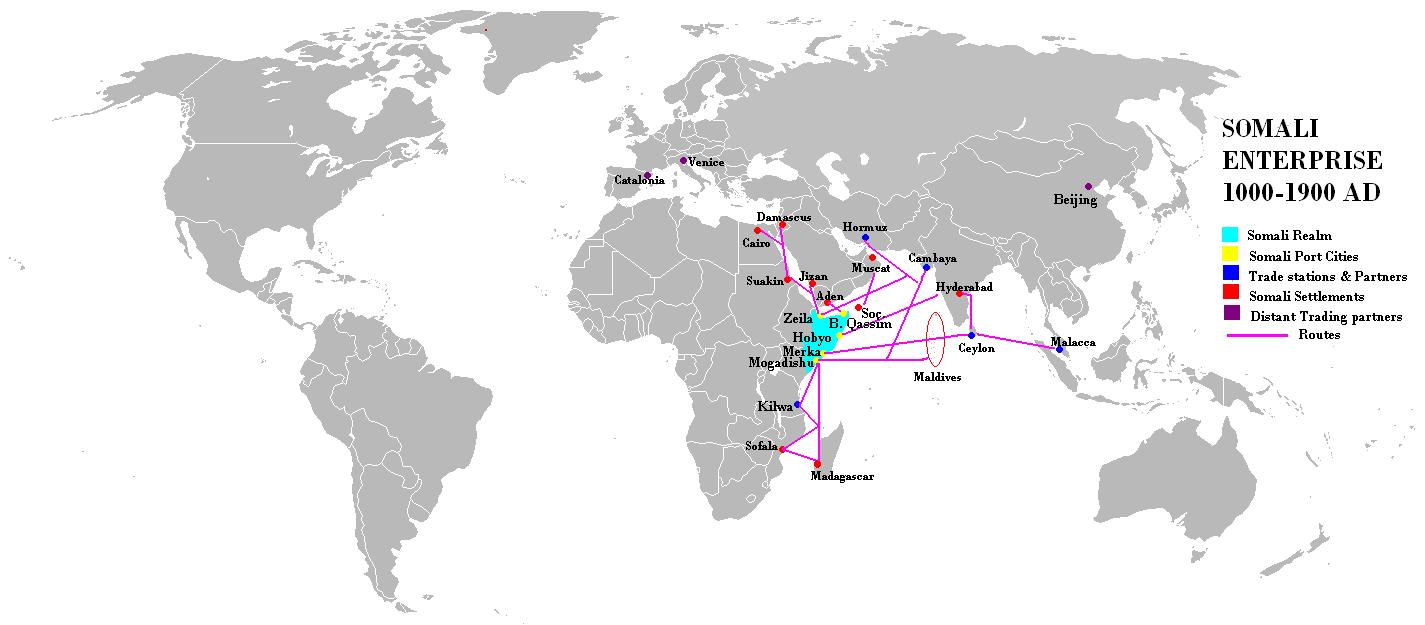
Histoire du commerce maritime en Somalie.

La sphère d'influence du sultanat d'Ajuran dans la Corne de l'Afrique était l'une des plus importantes de la région. Le sultanat couvrait une grande partie du sud de la Somalie,, avec son domaine s'étendant de Mareeg (en) au nord à Kismaayo au sud.

## Origine de la Maison Garen
La maison Garen était une dynastie héréditaire au pouvoir du Sultanat Ajuran,.Son origine réside dans le Royaume de Garen qui, au cours du XIIIe siècle, a régi des parties de l'Ogaden, région somalienne d'Éthiopie. Avec la migration de Somalis de la moitié nord de la région de la Corne vers la moitié sud, de nouvelles pratiques culturelles et religieuses ont été introduits et ont influencé la structure administrative de la dynastie, le système de gouvernance qui a alors commencé à évoluer vers un gouvernement islamique. Par leur lignage, qui venait du saint Balad, les dirigeants de Garen revendiquent la suprématie et la légitimité religieuse sur d'autres groupes dans la Corne de l'Afrique. Les ancêtres de Balad seraient issus de la région historique de Barbara.

## Système fiscal

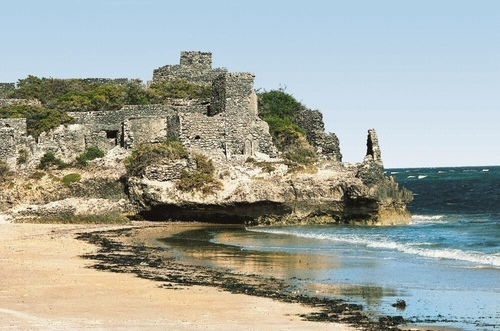
Ancienne citadelle de Gondershe, Banaadir

L'État taxait les agriculteurs, directement sur les produits récoltés comme le durra, le sorgho et le pain, ainsi que les nomades, sur le bétail, les chameaux et les chèvres. La collecte d'impôts était faite par un Wazir. Les biens de luxe importés de terres étrangères étaient également offerts comme cadeaux aux Garen, par les sultans côtiers locaux de l'État.

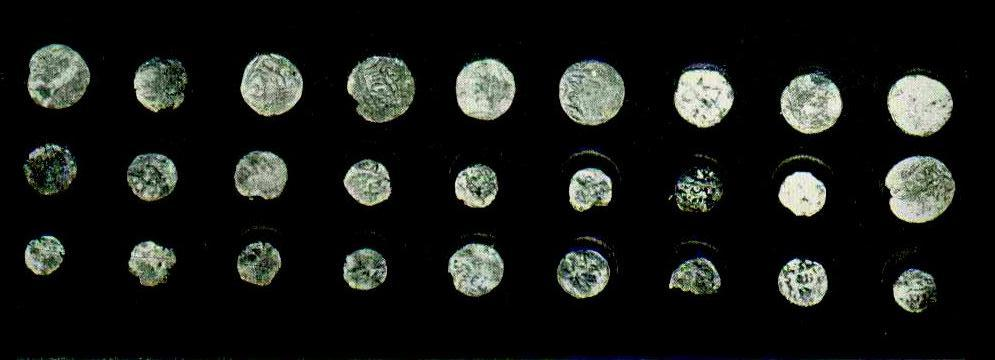
Monnaie du Sultanat de Mogadiscio

Pour le commerce, le Sultanat Ajuran a frappé sa propre monnaie. Il a également utilisé la monnaie mogadiscienne, initialement frappée par le Sultanat de Mogadiscio, qui a été incorporé dans le Sultanat Ajuran. Des pièces mogadisciennes ont été trouvées jusqu'aux actuels Émirats arabes unis au Moyen-Orient.

## Réseaux nomades et exploitations agricoles
Le commerce caravanier de longue distance, une pratique ancestrale de la Corne de l'Afrique, s'est poursuivi à l'époque d'Ajuran. Grâce à leur contrôle sur les puits de la région, les dirigeants de Garen ont pu constituer une puissance hydraulique, la seule du continent pendant leur règne, et de grands puits en calcaire ont été construits dans tout l'État, ce qui a attiré des nomades Somalis et Oromos. Aujourd'hui, de nombreuses villes abandonnées dans l'intérieur de la Somalie et de la Corne de l'Afrique témoignent d'un réseau de commerce intérieur qui a connu une expansion importante dans la période médiévale. La réglementation centralisée des puits a permis aux nomades de régler les différends auprès des fonctionnaires qui tenaient le rôle de médiateurs. 

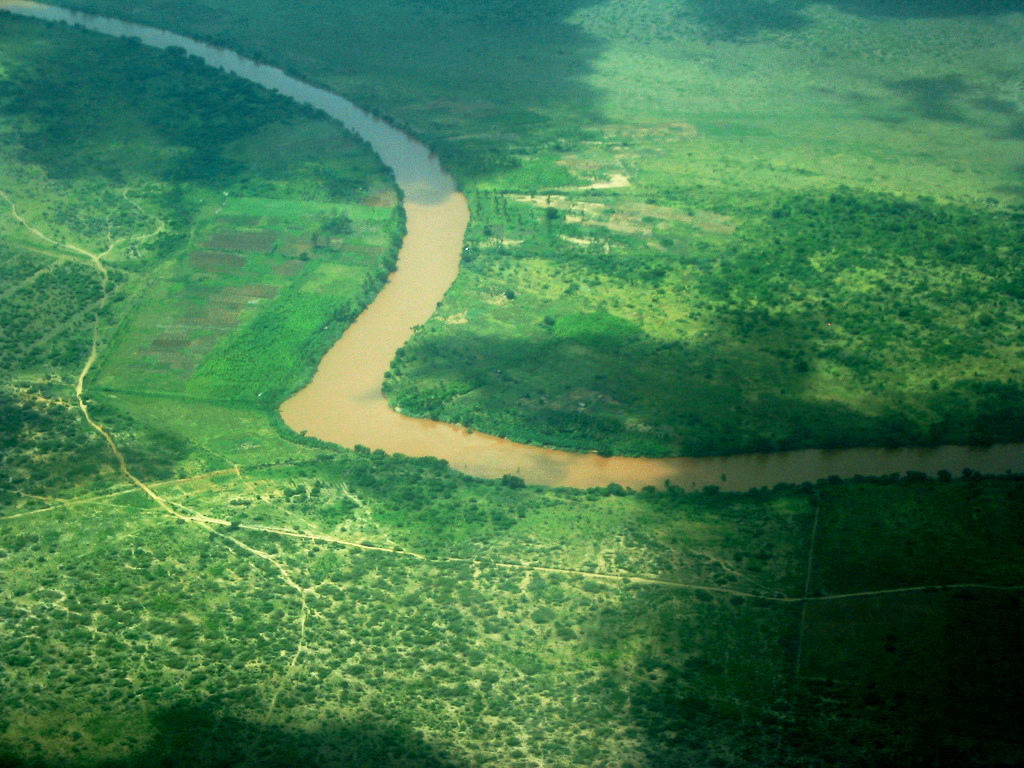
Fleuve Ghenale

Avec la supervision centralisée de l'Ajuran, les fermes d'Afgooye, Kismaayo et d'autres régions des vallées de Chébéli et Jubba ont augmenté leur productivité. Un système de fossés d'irrigation connu localement comme Kelliyo a alimenté, par le Chébéli et le Jubba, des plantations où de sorgho de maïs, de haricots, de grain et de coton, cultivés pendant les saisons Gu (printemps somalien) et Xagaa (été en somali). Ce système d'irrigation a été soutenu par de nombreuses digues et barrages. Pour déterminer la taille moyenne d'une ferme, un système de mesure des terres a également été inventé, moos, taraab et guldeed étant les termes utilisés.

## Principaux centres maritimes

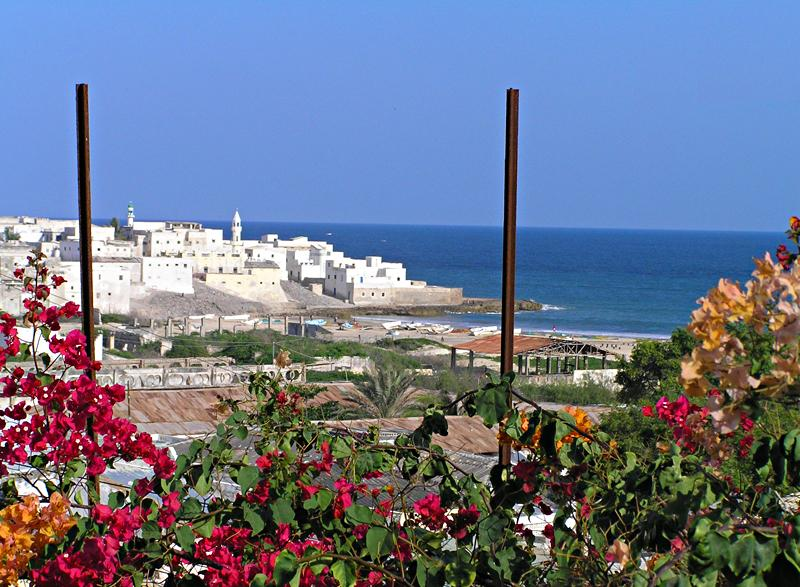
Port de Merka.

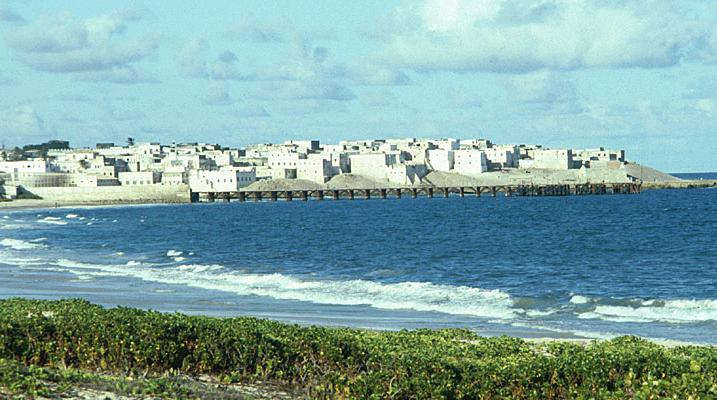
Cité médiévale de Barawa.

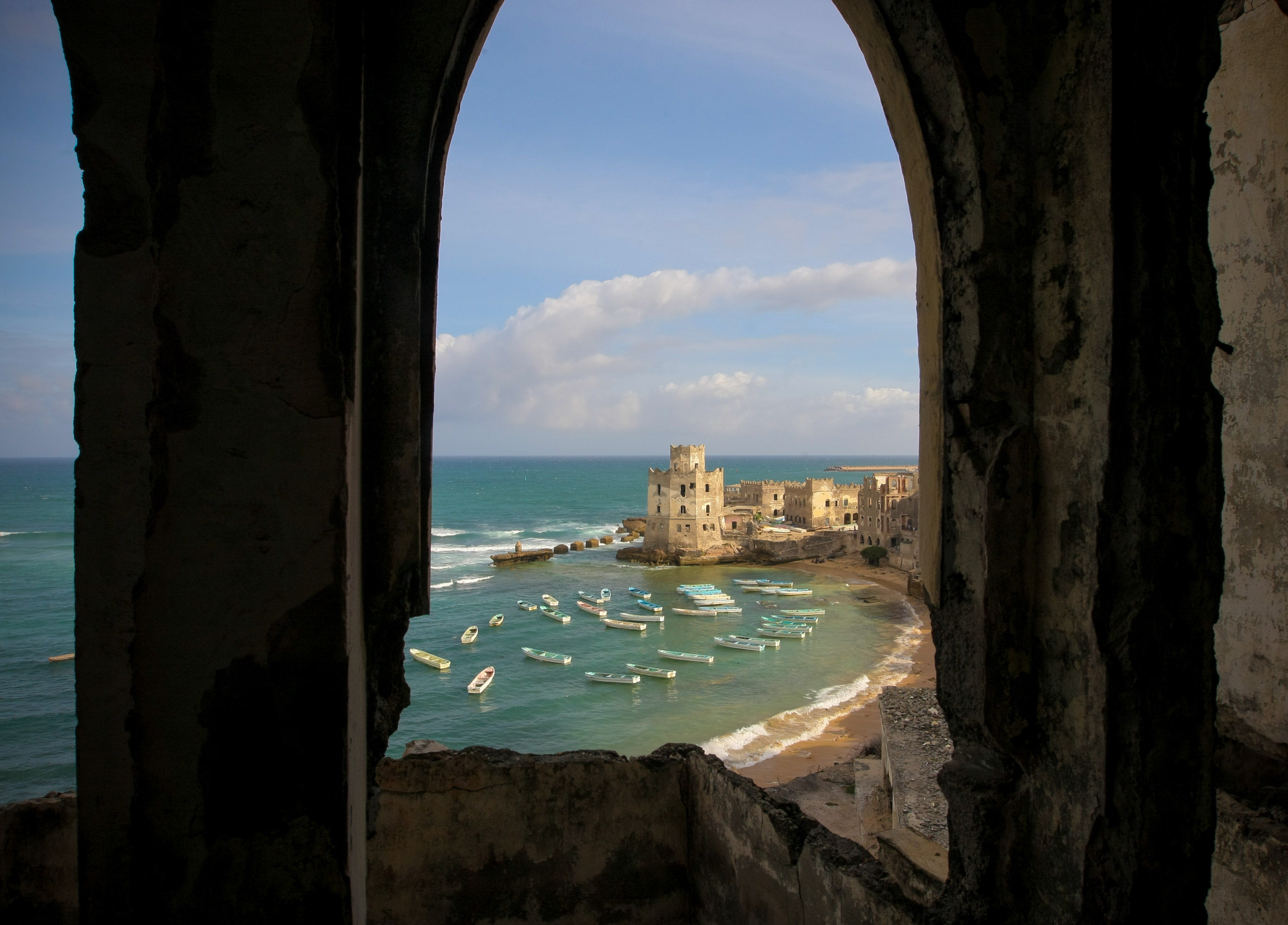
Port de Mogadisio

Les centres urbains de Merka, Mogadiscio, Brava et leurs ports respectifs sont devenus des points de vente rentables pour les produits provenant de l'intérieur de l'État. Les communautés agricoles de l'arrière-pays apportaient leurs produits aux villes côtières, où ils étaient vendus à des commerçants locaux qui ont maintenu un commerce étranger lucratif avec des navires naviguant et venant d'Arabie d'Inde, de Venise, de Perse, d'Égypte, du Portugal et de Chine. 
Vasco de Gama, qui est passé par Mogadiscio au XVe siècle, la décrit comme une grande ville avec de hautes maisons de quatre ou cinq étages, de grands palais et de nombreuses mosquées aux minarets cylindriques en son centre. Au XVIe siècle, Duarte Barbosa a noté que de nombreux navires du Royaume de Cambaya ont apporté à Mogadiscio des étoffes et des épices pour lesquelles ils ont en retour reçu de l'or, de la cire et de l'ivoire. Barbosa a également souligné l'abondance de la viande, du blé, de l'orge, des chevaux et des fruits sur les marchés côtiers, ce qui a généré une énorme richesse pour les commerçants. Mogadiscio était également le centre d'une industrie de tissage prospère connue sous le nom de "toad benadir" qui remplissait les marchés d'Égypte et de Syrie), Merca et Barawa ont quant à eux servi de point de transit pour les commerçants swahilis de Mombasa et Malindi et pour le commerce de l'or de Kilwa. Les marchands juifs d'Ormuz ont également apporté des textiles et des fruits indiens sur la côte somalienne en échange de céréales et de bois. Des relations commerciales ont été établies avec Malacca au XVe siècle, les tissus, l'ambre gris et la porcelaine étant les principaux produits de ces échanges
Les marchands somalis furent les leaders du commerce entre l'Asie et l'Afrique. Des girafes, des zèbres et de l'encens ont ainsi été exportés vers l'Empire Ming et la langue chinoise a reçu des influences somalies. En outre, des marchands hindous et des commerçants d'Afrique du Sud-Est  cherchant à contourner à la fois le blocus portugais et les interférence omaniques ont utilisé les ports somaliens de Merca et Barawa (qui étaient hors de la juridiction de ces deux puissances) pour mener leur commerce en toute sécurité et sans ingérence.

## Diplomatie
Au XIVe siècle, le dirigeant du sultanat Ajuran envoya des ambassadeurs en Chine pour établir des relations diplomatiques avec la dynastie Yuan, fondant ainsi la première diaspora africaine du pays. L'ambassadeur somali le plus notable de cette période fut sans aucun doute l'érudit musulman et voyageur Saïd de Mogadiscio, qui fut le premier Subsaharien — dont le nom nous soit parvenu — à mettre les pieds dans l'Empire du Milieu. L'empereur Yongle de la dynastie Ming (successeuse des Yuan) rendit la pareille au début du XVe siècle en envoyant son amiral Zheng He visiter le littoral du sultanat Ajuran. Faisant escale à Mogadiscio (alors à son apogée) et Barawa, il ramena de son périple africain de l'or, de l'encens et des tissus mais aussi des hippopotames, des girafes et des gazelles, qui ne manquèrent pas d'éveiller la curiosité des Chinois,,,. 

## Histoire: repères
- Le sultanat sait développer les ressources hydrauliques, les routes commerciales, maritimes et terrestres.
- Zheng He, dans son expédition de 1413-1415, visite la région.
- Le sultanat met en place un système militaire, surtout défensif, de type Mamelouk, avec des officiers et des soldats d'origine étrangère (Arabes, Perses, Turcs...) ne relevant pas du monde somali.
- Le sultanat sait attirer à diverses époques de nombreux immigrants venant d'Arabie, de Perse, d'Inde, d'Espagne, du Yémen, pour des raisons économiques ou religieuses.
- Le sultanat, allié de l'Empire ottoman, résiste à la poussée oromo (vers 1650) à l'ouest, portugaise (1538-1557 et 1580-1589) à l'est, et construit forts et forteresses.
- La pression fiscale est une des causes de révoltes et de l'éclatement final du sultanat en différentes entités plus petites, dont le Sultanat Geledi.

## Villes
Dans son expansion maximale, les villes suivantes ont fait partie du sultanat :
- Mareeg (en)
- Kelafo
- Merka
- Mogadiscio
- Hobyo
- Kismaayo
- B(a)rawa
- Warsheikh (en)
- Afgooye
- Baidoa
- Gondershe (en)
- Hannassa (en)
- Ras Bar Balla (en)